# Dirección de Resistencia Clandestina
La Dirección de Resistencia Clandestina (en polaco: Kierownictwo Walki Podziemnej, KWP) fue una agencia del Estado secreto polaco creada durante la Segunda Guerra Mundial.

## Historia
La Dirección de Resistencia Clandestina fue creada en 1943 a partir de la Dirección de Resistencia Civil y la Dirección de Resistencia Encubierta. Desarrolló tareas previamente reservadas a las dos direcciones.
La KWP estaba comandada colectivamente por el comandante del Ejército Nacional, su jefe de Estado Mayor, el comandante del KeDyw, el jefe de la Oficina de Información y Propaganda y un representante de la Delegación del Gobierno en Polonia.